# Torquato Bassi
Ernesto Torquato Bassi (Ferrara, 28 de fevereiro de 1880 — São Paulo, 7 de julho de 1967) foi um pintor, escultor e decorador ítalo-brasileiro. Reconhecido por sua qualidade e originalidade, Bassi tornou-se uma figura notável no meio artístico. O artista é situado entre a corrente de caráter europeu, representada por Pedro Américo (1843-1905), e o nacionalismo regionalista de Almeida Júnior (1850-1899).
Extremamente produtivo, participou de exposições durante praticamente todos os anos de sua carreira, além de ter realizado diversos projetos de sua autoria e ser um expoente ativo em coletivas ligadas à arte. Membro e fundador do Grupo Almeida Júnior, Bassi foi um excelente incentivador cultural e, apesar de ter sido reconhecido, sobretudo, em São Paulo, o artista também deixou o seu legado no norte e nordeste do país.
No fim do século XIX e início do século XX, Torquato Bassi foi um dos pintores paulistas precursores do modernismo, em uma época onde valorizava-se uma busca pela pintura nacional, rompendo gradualmente com a tradição europeia. Conhecido como "o poeta do anoitecer" por prezar pela luz como elemento central em suas produções, grande parte de suas obras são dedicadas à pintura de paisagens e naturezas-mortas.
Bassi virou assunto, durante anos, de jornais e revistas importantes por todo país. O artista, muito premiado ao longo de sua carreira, participou de quase todos os eventos realizados no Salão Paulista de Belas-Artes e foi o idealizador e um dos fundadores da Associação Paulista de Belas-Artes. "Foi uma personalidade fascinante, humana e alegre, muito generoso e responsável, um incansável trabalhador e ativo empreendedor, que muito contribuiu para a cultura nacional".

## Biografia

### Primeiros anos
Torquato Bassi, nascido em 1880 em Ferrara, na Itália, veio ao Brasil ainda muito jovem. Primeiro filho do casal Domenico Bassi e Catarina Tosi, mudou-se com quatro dos cinco irmãos para o Brasil em 1893, onde já tinham alguns parentes, irmãos de Domenico. A família Bassi hospedou-se em São Paulo e a irmã mais velha de Torquato, já casada, continuou a morar na Itália.
Proveniente de família religiosa, desde cedo, Torquato foi coroinha, carregando a cruz durante as procissões. O pai, Domenico Bassi, tocava violino e um de seus primos era também o organista na velha igreja da cidade onde ele foi batizado.  A família também era muito alegre e unida. Gostavam de se reunir em longas festas, que podiam durar até três dias, e tinham que se revezar para dormir.
A paixão pela arte veio desde cedo. Os que o conheceram, ainda criança, diziam que era forte, muito arteiro, sempre alegre e que adorava desenhar, em todos os tipos de superfície lisa, incluindo calçadas, muros de casas vizinhas, mesas, papel velho e, caso não tivesse lápis, usava até carvão.

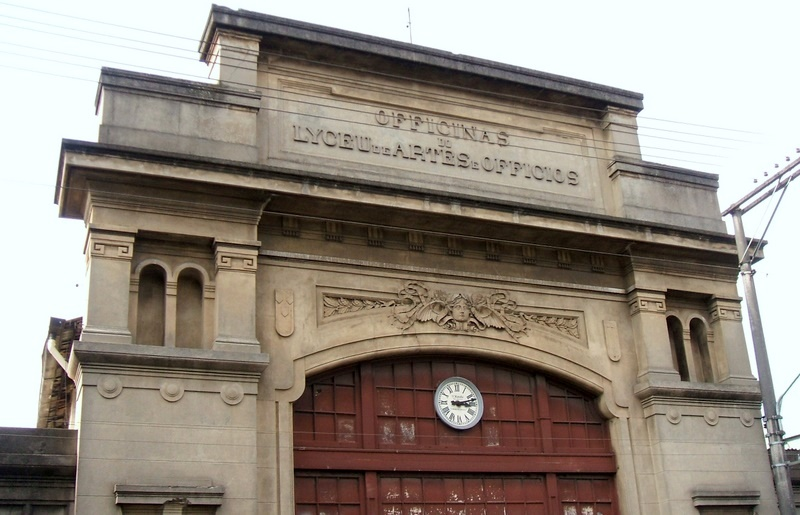
Liceu de Artes e Ofícios de São Paulo

Torquato se matriculou no Liceu de Artes e Ofícios, onde estudou com o pintor ítalo-brasileiro Aladino Divani. Em 1918, com apenas 18 anos, casou com Eugenia Tessarini, também italiana, com quem teve quatro filhos. Logo, Torquato comprou um terreno para construir a casa de sua família na nobre Alameda Jaú, localizada no Jardins, em São Paulo, o coração do desenvolvimento da arte no período. Sempre acompanhado por seus utensílios de trabalho, o artista viajava com frequência para o interior e o litoral, onde mais tarde iria incentivar alguns movimentos artísticos, retornando toda vez com desenhos e manchinhas, como chamava as pequenas telas pintadas ao ar livre. No início do século XX, frequentou bastante as regiões Sul e Nordeste do país.
Além da pintura, por influência do pai, Torquato também era apaixonado e grande conhecedor do universo da música, sabendo o libreto de muitas óperas por completo. Torquato foi um dos primeiros cidadãos a possuir um rádio, onde ouvia transmissões de ópera e música clássica. Em 1911, assistiu à inauguração do Teatro Municipal de São Paulo.
De acordo com a pesquisadora Ruth Sprung Tarasanchi, "Torquato Bassi era um homem grande, de uma alegria barulhenta, tipicamente italiana: falava em voz alta, era amigo de todos, mas não admitia que ninguém o contrariasse, pois ai respondia agredindo, servindo-se de sua famosa bengala que sempre usava pendurava ao ombro. Invariavelmente de chapéu, barbinha, andar encurvado, era um tipo fácil de ser caricaturado e o foi inúmeras vezes pelos cartunistas da época, especialmente pelo amigo Voltolino".

### Carreira
Em 1907, Torquato realizou sua primeira exposição, sediada pela Casa Bevilacqua, onde expôs trinta paisagens e algumas naturezas mortas. Um ano depois, ganhou seu primeiro prêmio como pintor. No final de 1911, São Paulo teve diversas exposições importantes. Torquato empenhou-se na organização da grande Exposição Brasileira de Belas-Artes (1911-1912), no Liceu de Artes e Ofícios de São Paulo. O artista foi pessoalmente ao Rio de Janeiro convidar artistas para participar do evento e, por meio de um vagão de trem da Central do Brasil, transportou os quadros e esculturas dos artistas mais conhecidos na cidade carioca.  Participaram da mostra nomes como Antônio Parreiras, Pedro Weingarter, Lucilio e Georgina de Albuquerque e Henrique Bernardelli. Noventa por cento dos quadros vendidos retratavam paisagens e Torquato vendeu doze obras com a temática.
Um ano depois, Torquato também liderou a organização da segunda edição da exposição brasileira de Belas-Artes, onde participaram 54 pintores e 9 escultores. Essas duas exposições foram as primeiras coletivas de artistas do Rio de Janeiro e São Paulo reunidos. Novamente, marinhas e paisagens foram as temáticas abordadas, que estavam em alta entre os consumidores da época.
Em 1913, Torquato, assim como muitos artistas de sua geração, sonhava em se aperfeiçoar na Europa. Como era um homem muito bem relacionado, Torquato dirigiu-se a Martinelli, representante de diversas companhias de navegação, que lhe deu presenteou com uma passagem para a França. Com o sucesso do seu trabalho, o artista conseguiu manter o sustento de sua família e se hospedar em Paris por quase dois anos, onde matriculou-se na Academia Jullian, estudando ao lado de Jean-Paul Laurens, Alipio Dutra, Nicota Bayeux e frequentando o ateliê de Henri-Joseph Harpignies.
Na França, trabalhou pintando cenários ao lado de Spellani e aproveitou sua estadia na Europa para viajar pela Espanha e pela Bélgica,  onde teve contato com diversas produções e técnicas artísticas. Em 1914, com a eclosão da Primeira Guerra Mundial, retornou à São Paulo e expôs ao lado de muitos artistas que estavam na capital, como Paulo do Valle Jr., J. Wash Rodrigues, Campão Dario, Mário Villares Barbosa, Campos Ayres, Alípio Dutra  e Clodomiro Amazonas.
Pouco depois, faleceu sua mulher. Em 1916, casou-se com Alvine Steingräber, alemã e teve mais uma filha, chamada Isolda. Continuou sua carreira expondo em Porto Alegre e Pelotas, no ano de 1919, vendendo todos os seus exemplares. Sabendo que o interior raramente tinha acesso às produções artísticas, Torquato foi pioneiro em levas essas obras para cidades mais afastadas como Santos, seguindo depois a Campinas e Ribeirão Preto, carregando telas feitas por Pedro Alexandrino Borges, Oscar Pereira da Silva, J. Wasth Rodrigues, Paulo do Valle Jr., Helena Pereira da Silva, Alípio Dutra, Bertha Worms, Aladino Divani e Lourenço Petrucci.
Em 1922, passou seis meses viajando pelo nordeste, acompanhado da esposa, conquistando popularidade em Recife e Fortaleza, assim como em Vitória, Rio de Janeiro, Santos, Curitiba, Campinas e Ribeirão Preto, e até outras cidades, tempos depois.
Retornou à Europa, no ano de 1925, hospedando-se na Itália com sua família. Bassi foi recebido, em audiência particular, pelo Papa Pio XI. Por mais que tenha feito diversos amigos e se encantado com sua terra natal, o artista quis retornar ao Brasil para continuar a pintar as paisagens brasileiras, de onde nunca mais saiu. Já em 1928, Torquato Bassi fundou o Grupo Almeida Jr., com objetivo de dinamizar o meio artístico, que reuniu pintores e escultores paulistas e cariocas. Entre eles, Pedro Alexandrino, Henrique Bernardelli, Oscar Pereira da Silva, J. Wasth Rodrigues, Túlio Mugnaini, Paulo do Valle Jr., Georgina de Albuquerque, Pedro Bruno, Helios Seelinger, Lucílio de Albuquerque, Edgar Parreiras, J. Timótheo da Costa, Antonio Rocco, Oswaldo Teixeira.

Teatro Municipal de São Paulo

O grupo promoveu duas exposições, ambas em São Paulo: a primeira no Teatro Municipal, em 1928, e a segunda no Palácio das Arcadas, em 1929, dessa vez com auxílio do diretor da Escola Nacional de Belas-Artes. A primeira exposição despertou muito interesse, sendo vendidos trabalhos de Mugnani, Rocco, Bassi, Paulo do Valle Jr., Bernardelli Marques Jr. e Theodoro Braga, o que foi determinante para Torquato articular a segunda edição, que contou com a venda de vinte telas, entre elas, a Sonata de Bethoveen de Oscar Pereira da Silva.
Nas décadas de 1930 e 1940, Bassi expõe autonomamente no Sindicato de Artistas Plásticos, apesar de este congregar preferencialmente os artistas da ala moderna. Junto com Virgílio Maurício, ajudou na consolidação da aliança de arte Almeida Júnior, articulando uma exposição de pequenos quadros para atrair investidores mais modestos, com conferência de Martins Fontes na abertura. Foram expostas 300 obras, de até 25 centímetros cada, quase todas vendidas, o que levou a dupla de artistas a repetir o processo no mês seguinte. Dessa vez, foram exibidos quadros grandes, envolvendo trinta artistas. Os quadros de Torquato Bassi, ao lado de Silva Neves, Franco Cenni, Athayde foram os mais vendidos.
Mais adiante, Torquato também foi um dos fundadores da Associação Paulista de Belas-Artes, em 1942, e do Prêmio Alvares Penteado, em 1960.
Torquato Bassi também marcou presença nas seguintes mostras coletivas: Circolo Italiano, Muse Italiche e Salão do Sindicato dos Artistas Plásticos, todas em São Paulo.  O artista também teve seis obras expostas na Galeria das Arcadas, disputada por todos os pintores e escultores de prestígio.

### Fase final e morte
Em 1947, Torquato foi vítima de um grave atropelamento que comprometeu sua saúde como artista, prejudicando sua coluna vertebral. O arista conseguiu se recuperar lentamente e andar, mas com extrema dificuldade. Deste modo, optou por, nessa fase, dedicar-se à escultura. Torquato contou com a ajuda do escultor Eugenio Prati, que o ensinou a fazer a sustentação das peças em barro. As esculturas de Bassi tiveram tanto sucesso quanto suas pinturas.
Conquistando extremo reconhecimento, Nestor Pestana escreveu sobre ele no O Estado de S. Paulo, em 1901, Amadeu Amaral no Jornal do Commercio de São Paulo, Leonardo Truda no Correio do Povo de Porto Alegre, Monteiro Lobato na Revista do Brasil no Rio de Janeiro e Faria Neves Sobrinho no Diário de Pernambuco, em 1922. Bassi chegou, inclusive, a presta queixa na justiça contra o redator do Psquino Coloniale, Arthur Trippa, por crime de injuria. Arthur foi condenado a quatro meses de prisão e multa.
Suprimido pela especulação do mercado de arte, que estava desfalcado de obras de artistas mais conhecidos, o artista pintou e modelou até sua morte, em 7 de julho de 1967, na cidade de São Paulo.

## Estilo artístico e obras

### Pintura
Somente após a primeira metade do século XIX, o tema paisagem passa a fazer parte da pintura brasileira, envolvendo a segunda geração de pintores que se seguiram à missão francesa. Os pintores paulistas que se dedicaram à paisagem no período foram Benedito Calixto, Oscar Pereira da Silva, Pedro Alexandrino, Alfrendo Norfini e os talianos De Servi, Antonio Ferrigno e Rosalbino Santoro, que pintaram fazendas com grande sucesso na época.
Torquato Bassi veio na geração seguinte, junto com expoentes como Paulo do Valle Jr., Clodomiro Amazonas, Campos Ayres e Túlio Mugnaini. Com afeição pelo retrato de paisagens e naturezas-mortas, ele fazia uso da técnica in Joco e, apesar de dar um próprio significado para suas obras, as produções eram feitas a partir do estudo da representação da realidade. Enquanto muitos artistas tiveram que empregar esforços para interpretar as cores das terras brasileiras, Torquato Bassi foi um dos poucos que consegui retratar com precisão os verdes das matas, das geadas e brumas.
Junto com artistas como Valle Júnior, Campos Ayres e Mugnaini, Bassi fez parte de uma geração preocupada excessivamente com a iluminação de suas obras. O "pintor dos crepúsculos e das alvoradas" fazia uso de uma luz mais esmaecida, com raios em tonalidades vermelhas, roxas e alaranjadas. Bassi ficou conhecido como poeta do amanhecer, tendo feito diversas produções em tom melancólico.
A preocupação com a iluminação era tanta que, por vezes, chegou a esquecer dos elementos paisagísticos que compunham o quadro, resultando em obras quase abstratas. Quando aparente, o risco colorido nos quadros é harmônico, carregando poesia e de tons verdes opacos ou escuros, céus acinzentados e nuvens escuras.
Como pintor, nunca se interessou por figuras e, quando aparecem nas obras, ainda são colocadas de maneira sutil e ocupam pouco espaço nos planos principais. O mesmo acontece com o retrato de humanos que, quando necessários, estão integrados ao meio natural e têm pequenas inspiração em paisagens, cores e temas brasileiros. 
Era impressionante a facilidade com que o artista confeccionava suas obras em um curto espaço de tempo. Com pinceladas grossas e escuras, Bassi costumava dizer que, ao iniciar um novo trabalho, já o via pronto e preferia o período noturno para confeccioná-los. Seus trabalhos obedeceram aos cânones tradicionais de desenho e colorido e, portanto, o artista raramente fazia uso de cores puras e misturava-os com o branco para atingir o tom acinzentado desejado por ele.
Assim como outros artistas estrangeiros, ele amava pintar paisagens naturais da cidade de São Paulo  e várias vezes foi ao Jardim da Luz para retratar com precisão todos os detalhes do lugar. Pintou também o Parque Jabaquara, o Horto Florestal e a Avenida Paulista. 

### Escultura
Somente após o auge de sua vida como pintor e após um acidente pessoal, Torquato se dedicou às esculturas, fazendo uso de peças de barro para compor suas autênticas produções.

### Decoração
Torquato Bassi também tinha o dom da decoração. No ano de 1911, enfeitou diversas fazendas da zona de Ribeirão Preto, no interior de São Paulo, e o famoso Café Guarani. Também foi responsável por decorar o salão nobre do Palácio do Rio Branco, edifício que abrigava a Câmara Municipal e a Prefeitura, em Salvador.

## Prêmios
- 1908: Medalha de Ouro na Exposição Geral de Belas Artes (AGBA) no Rio de Janeiro.[3]
- 1934: Medalha de Ouro na Primeira Feira de Amostras, em Santos.
- 1935: Grande Medalha de Ouro no Salão Nacional de Belas Artes no Rio de Janeiro.
- 1938: Pequena Medalha de Prata no Salão Paulista de Belas Artes em São Paulo.
- 1939: Medalha de Prata no Salão Nacional de Belas Artes no Rio de Janeiro.
- 1941: Grande Medalha de Prata no Salão Paulista de Belas Artes em São Paulo.
- 1956: Medalha de honra pelos artistas da Associação Paulista de Belas Artes em São Paulo.
- 1961: Título de Cidadão Paulistano.

## Homenagens
Os trabalhos de Torquato Bassi foram expostos, postumamente, em algumas mostras, como:
- 1986: "Dezenovevinte: uma virada no século", Pinacoteca do Estado, São Paulo, SP.
- 1988: Centro Cultural de São Paulo, mostra organizada pela Dra.Ruth Sprung Tarasantchi, com 80 quadros e 12 esculturas de Torquato Bassi.
- 1993: "O Olhar Italiano sobre São Paulo", Pinacoteca do Estado, São Paulo, SP.